# Cnemidophorus gaigei
Cnemidophorus gaigei — вид ящірок родини теїдових (Teiidae). Ендемік Колумбії. Вид названий на честь американського герпетолога Фредеріка Гейджа

## Поширення і екологія
Cnemidophorus gaigei мешкають в горах Сьєрра-Невада-де-Санта-Марта на півночі Колумбії.